# Ахмерово (Ішимбайський район)
Ахме́рово (рос. Ахмерово, башк. Әхмәр) — село у складі Ішимбайського району Башкортостану, Росія. Входить до складу Ішеєвської сільської ради.
Населення — 984 особи (2010; 963 в 2002).
Національний склад:
- башкири — 99%